# ¡Os enterraremos!
¡Os Enterraremos! (en Ingles: We'll Bury You) es un documental estadounidense anticomunista de 1962 dirigido por Jack W. Thomas y guionizada por el mismo y distribuida por Columbia Pictures. Contó con una versión doblada al español por Carlos Montalban.
El documental habla sobre la historia de la Revolución rusa, Revolución cubana, Guerra del Sinaí, Revolución húngara de 1956 y  Guerra de Invierno.